# Julija Brazauskienė
Julija Brazauskienė (* 1933 in Litauen; † 16. April 2011 in Turniškės, Vilnius) war eine litauische Lungenheilkundlerin und Frau von Algirdas Mykolas Brazauskas (1932–2010), dem ersten litauischen Präsidenten.

## Leben
Nach dem Abitur absolvierte Julija Brazauskienė das Diplomstudium der Medizin am Medizininstitut in Kaunas. Einer ihrer Kommilitonen dort war Adolfas Berūkštis, späterer persönlicher Arzt und Freund von Algirdas Brazauskas. Nach der Internatur der Pulmonologie wurde sie
Pulmonologin.
Sie lernte den damaligen KPI-Ingenieurstudenten Brazauskas in der Eishalle von Kaunas kennen und heiratete ihn 1957. Zwei Jahre später wurden ihre Zwillingsmädchen geboren: Audronė Usonienė, Ärztin, und Laima Mertinienė, Kunstwissenschaftlerin (* 1959). Die Ehe der Brazauskas hielt vierzig Jahre, ehe sie sich scheiden ließen.
Ihr Grab befindet sich im Friedhof Kairėnai.